# Roncus carinthiacus
Espèce
Synonymes
- Roncus stussineri carinthiacus Beier, 1934

Roncus carinthiacus est une espèce de pseudoscorpions de la famille des Neobisiidae.

## Distribution
Cette espèce est endémique de Carinthie en Autriche. Elle se rencontre à Villach dans les grottes d'Eggerloch.

## Systématique et taxinomie
Cette espèce a été décrite sous le protonyme Roncus stussineri carinthiacus par Beier en 1934. Elle est élevée au rang d'espèce par Wolf en 1938 confirmé par Gardini et Rizzerio en 1986.

## Étymologie
Son nom d'espèce lui a été donné en référence au lieu de sa découverte, la Carinthie.

## Publication originale
- Beier, 1934 : Neue cavernicole und subterrane Pseudoscorpione. Mitteilungen über Höhlen- und Karstforschung, vol. 1934, p. 53-59.